# Henrique Sammartino
Henrique Sammartino (Salerno, 21 de dezembro de 1871 — Jandira, 13 de dezembro de 1947) foi um comerciante e fazendeiro italiano, fundador-pioneiro do município de Jandira.

## História

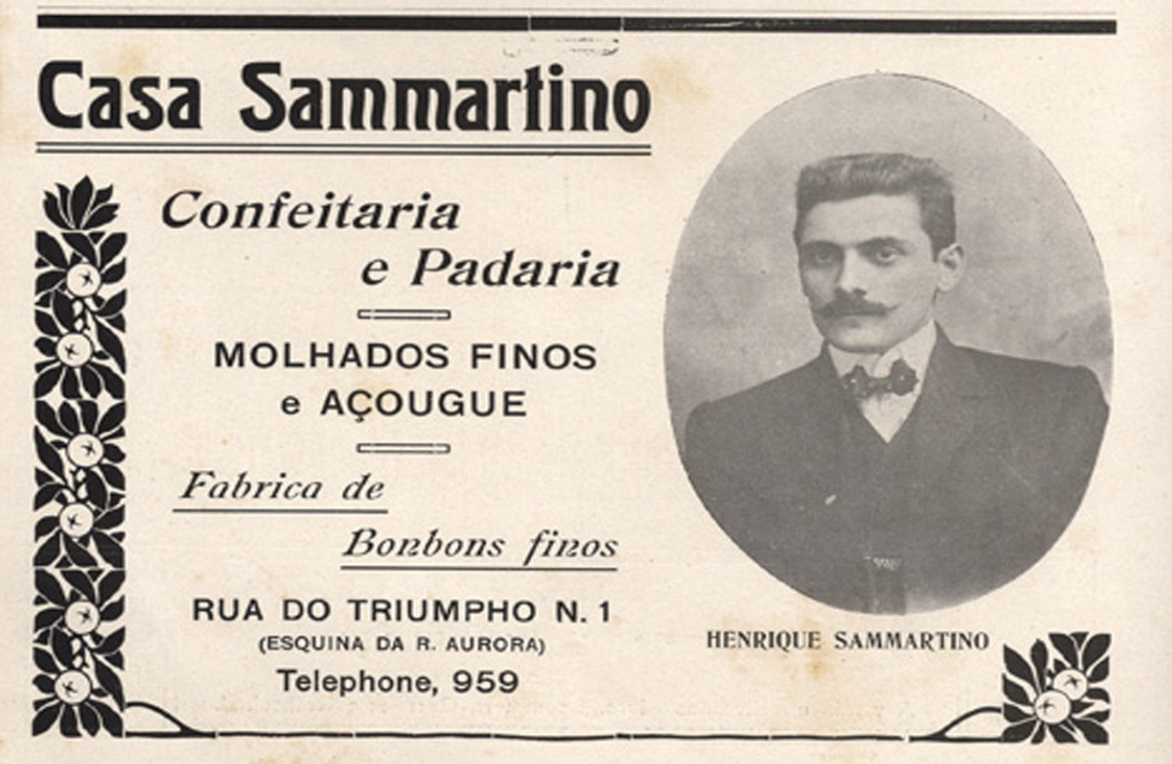
Anúncio da "Casa Sammartino", publicado em 1910.
Arquivo Público do Estado de São Paulo.

Nascido em Salerno,Itália, filho de Afonso Sammartino e Elizabeth Sammartino. Sua família era grande produtora de vinho e exportadora de uvas secas. Com 16 anos passou a viajar pela Europa até emigrar ao Brasil em fins de 1889; durante a viagem acabou conhecendo Antonio Agù, futuro pioneiro de Osasco.
Em São Paulo, casou-se com sua prima Conceição Desidério em 1893 e ingressou na Primeira Companhia da Infantaria da Guarda Nacional, onde chegou ao posto de Alferes(equivalente à tenente) e nessa época naturalizou-se brasileiro. Anos depois montou uma casa comercial de importação de produtos alimentícios da Europa e uma pequena marcenaria e em virtude de sua vocação artística, inicia uma fabricação de móveis entalhados. No ano de 1912 compra terras no km 32 da Estrada de Ferro Sorocabana, dos amigos Nicola Beneducci e Miguel Samarone. Denominado seu sítio como Sitio das Palmeiras, foi utilizado por Sammartino como uma propriedade recreativa até que a Primeira Guerra Mundial interrompe as importações. Isso levou a casa comercial de Sammartino a uma concordata. Todas as suas propriedades são leiloadas, exceto o sitio das Palmeiras.
Falido, Sammartino instala-se com sua família no Sítio das Palmeiras em 1919 e dedica-se à criação de gado e fruticultura. Com o crescimento da produção do sítio, ele negociou com a Estrada de Ferro Sorocabana a construção de um desvio ferroviário para escoar sua produção. Em troca, Sammartino passou a plantar eucalipto para servir de abastecimento de locomotivas e doou uma área de 58 470,87 metros quadrados para a inslatação de um posto de abastecimento da Sorocabana. Ao lado do desvio foi construída uma olaria.Com a abertura do desvio do Quilômetro 32 em março de 1925, os negócios de Sammartino passaram a prosperar. Com a ampliação das atividades agropecuárias, começaram a ocorrer conflitos com seus vizinhos (que o acusavam de invadir suas terras e agir com ignorância). Com isso a disputa foi parar nos tribunais, terminando de forma inconclusiva.
A instalação do posto de abastecimento nas terras doadas por Sammartino atraiu novos moradores para a região e incentivou o Colégio Mackenzie a adquirir terras para a instalação de uma nova escola. Em 1928 foi aberto o Instituto José Manuel da Conceição e uma missão presbiteriana. O diretor do Mackenzie, o engenheiro e pastor presbiteriano estadunidense William Alfred Waddell (1862-1939) intercedeu junto ao governo do estado e conseguiu trazer várias melhorias para o posto de abastecimento.
Com isso, a Sorocabana elevou o posto a estação telegráfica. Para a construção das novas instalações, Sammartino doou mais terras e obeteve o direito de batizar o novo posto. Durante a inauguração do posto telegráfico em 20 de março de 1931, Henrique Sammartino batizou o equipamento de Parada "Jandira" (em homenagem a sua sobrinha). A partir desse momento, a localidade conhecida apenas por quilômetro 32 passou a ser chamada de Vila Jandira. Com o crescimento das atividades ferroviárias, cresceu o número de funcionários da Sorocabana na localidade e Sammartino comercializou mais áreas para a implantação de uma vila ferroviária ao lado da estação. A prosperidade de Sammartino é interrompida por um acidente ocorrido em agosto de 1942 quando fagulhas oriundas da passagem de uma locomotiva a vapor iniciam um grande incêndio nas terras de Sammartino, destruindo grande parte de sua propriedade. Durante os esforços para debelar as chamas, Conceição Desidério (esposa de Sammartino) sofreu um derrame cerebral. A falta de transporte (efetuado basicamente pela passagem de trens da Sorocabana e por carros de boi e raros automóveis) atrasou o socorro e sua saúde nunca foi restabelecida. Após meses de internação, Conceição Desidério morreu em setembro de 1943.
Após a morte de sua esposa Sammartino, atendendo seu último desejo, iniciou um loteamento de suas terras (chamado Vila Anita Costa), dividindo-as em 100 lotes de 1000 m². Ao mesmo tempo, doou áreas para a criação de uma igreja católica, posto de polícia, creche (atual Associação de Proteção à Maternidade e a Infância de Jandira-APAMI), escola (atual Themudo Lessa) e um posto de saúde (em frente a estação), que acabaram desenvolvendo a pequena vila Jandira. Sammartino faleceu antes do loteamento ser concluído, sendo sepultado no Cemitério da Consolação, sendo seu féretro acompanhado por centenas de pessoas, incluindo assessores do governador Adhemar de Barros (que reconheceu os esforços empreendidos por Sammartino no desenvolvimento de uma região inóspita). Seu filho Oswaldo Sammartino ingressou no movimento emancipacionista de Vila Jandira e, em 1965, torna-se o primeiro prefeito da cidade de Jandira.
Em 1969 o governador Abreu Sodré alterou, através do Decreto Estadual nº 51724 de 25 de abril de 1969, a denominação do  Grupo Escolar de Vila Rosa Emília em Jandira para  Grupo Escolar Alferes Henrique Sammartino.